# Корецо (Арецо)
Корецо је насеље у Италији у округу Арецо, региону Тоскана.
Према процени из 2011. у насељу је живело 90 становника. Насеље се налази на надморској висини од 754 м.